# Pecorara
Pecorara (piazentinisch Pügrèra)  ist eine Fraktion der italienischen Gemeinde (comune) Alta Val Tidone in der Provinz Piacenza, Region Emilia-Romagna.

## Geografie
Der Ort liegt etwa 32 Kilometer südwestlich von Piacenza auf einer Höhe von 481 m s.l.m. südlich des vom Tidone durchflossenen gleichnamigen Tales im nördlichen Apennin.

## Geschichte
833 wurde der Ortsteil Cicogni erstmals urkundlich erwähnt. Pecorara war bis 2017 eine eigenständige Gemeinde und schloss sich am 1. Januar 2018 mit der Nachbargemeinden Caminata und Nibbiano zur neuen Gemeinde Alta Val Tidone zusammen. Zum Gemeindegebiet von Pecorara gehörten auch die Ortsteile Brevì, Busseto, Caprile, Cicogni, Cognoli, Corneto, Costalta, Geneprino, Lazzarello, Marzonago, Montemartino, Morasco, Poggio Moresco, Praticchia, Roncaglie, Sevizzano und Vallerenzo. Die Gemeinde gehörte zur Unione dei Comuni Valle del Tidone und grenzte unmittelbar an die Provinz Pavia.